# زمایوو
زمایوو (به صربی: Zmajevo) یک منطقهٔ مسکونی در صربستان است که در استان خودمختار وویوودینا واقع شده‌است. زمایوو ۴٬۳۶۱ نفر جمعیت دارد.